# Sylvia (Kansas)
Sylvia és una població dels Estats Units a l'estat de Kansas. Segons el cens del 2000 tenia 297 habitants.

## Demografia
Segons el cens del 2000, Sylvia tenia 297 habitants, 122 habitatges, i 84 famílies. La densitat de població era de 395,4 habitants/km².
Dels 122 habitatges en un 30,3% hi vivien nens de menys de 18 anys, en un 59,8% hi vivien parelles casades, en un 5,7% dones solteres, i en un 31,1% no eren unitats familiars. En el 29,5% dels habitatges hi vivien persones soles el 17,2% de les quals corresponia a persones de 65 anys o més que vivien soles. El nombre mitjà de persones vivint en cada habitatge era de 2,43 i el nombre mitjà de persones que vivien en cada família era de 2,94.
Per edats la població es repartia de la següent manera: un 27,6% tenia menys de 18 anys, un 7,4% entre 18 i 24, un 23,2% entre 25 i 44, un 20,9% de 45 a 60 i un 20,9% 65 anys o més.
L'edat mediana era de 40 anys. Per cada 100 dones de 18 o més anys hi havia 93,7 homes.
La renda mediana per habitatge era de 29.167 $ i la renda mediana per família de 38.125 $. Els homes tenien una renda mediana de 38.958 $ mentre que les dones 17.813 $. La renda per capita de la població era de 17.322 $. Entorn del 4,4% de les famílies i el 4,4% de la població estaven per davall del llindar de pobresa.

## Poblacions més properes
El següent diagrama mostra les poblacions més properes.